# Christine von Hessen-Rotenburg

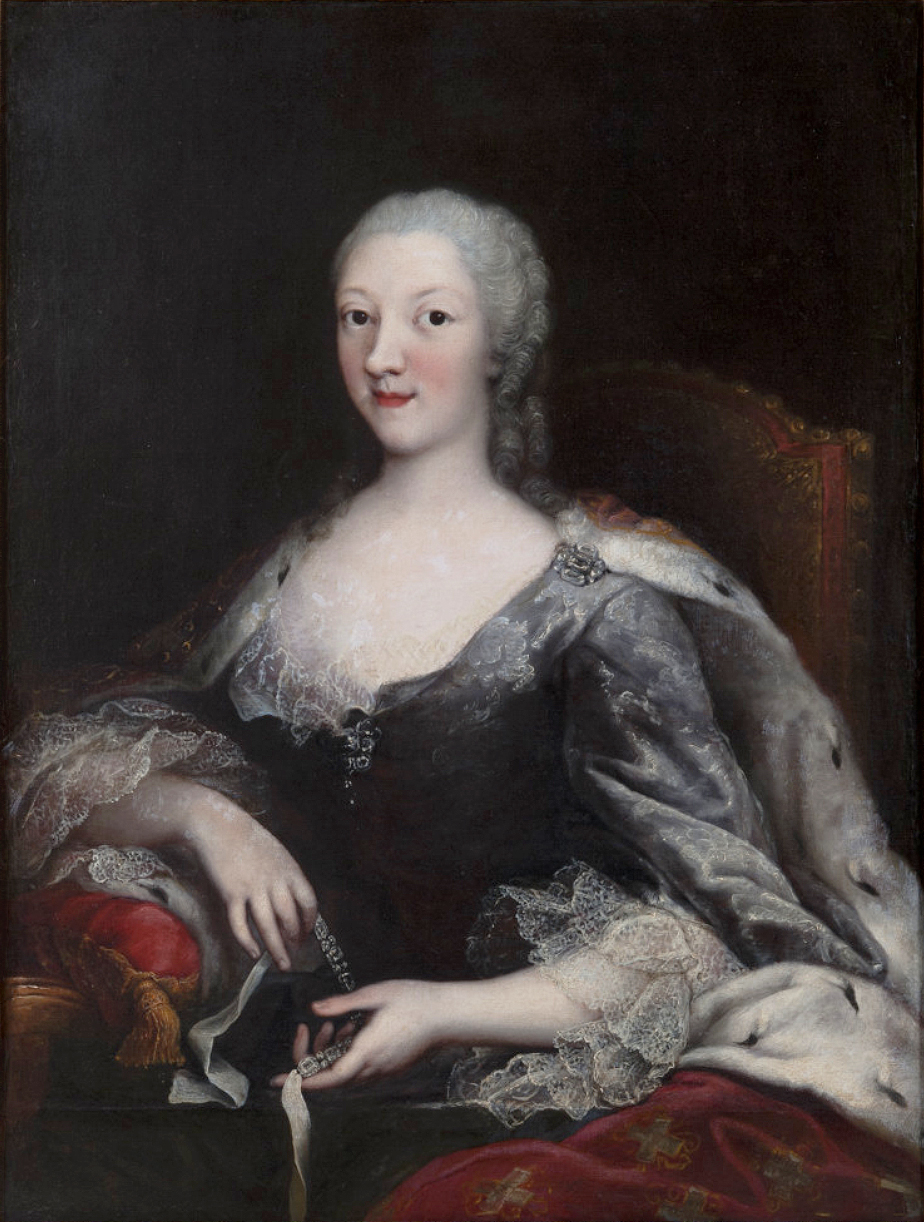
Christine von Hessen-Rotenburg (1717–1778), Gemahlin des Fürsten Louis Victor von Carignan

Christine von Hessen-Rotenburg (* 21. November 1717 auf Schloss Rotenburg; † 1. September 1778 in Turin) war eine Prinzessin der deutschen Dynastie Hessen-Rheinfels-Rotenburg und durch Heirat Fürstin von Carignan.

## Leben

### Herkunft und Familie
Christine von Hessen-Rotenburg wurde als Tochter des Landgrafen Ernst Leopold II. von Hessen-Rotenburg (1684–1749) und dessen Gemahlin Eleonore Maria Anna von Löwenstein-Wertheim (1686–1753) geboren und wuchs zusammen mit ihren Geschwistern
- Joseph (1705–1744, Erbprinz)
- Polyxena Christina Johannetta (1706–1735) ⚭ 1724 König Karl Emanuel III. von Sardinien
- Alexander (1710–1739), gefallen in der Schlacht bei Grocka
- Eleonora Philippina (1712–1759) ⚭ 1731 Pfalzgraf Johann Christian zu Sulzbach

und Konstantin (1716–1778, Landgraf von Hessen-Rheinfels-Rotenburg) auf.

### Wirken
Christine erhielt als Schülerin eine Erziehung bei den Welschnonnen in Mainz. 1731 zog sie allein zu ihrer älteren Schwester Polyxena nach Italien, die hier 1735 verstarb.
Christine heiratete am 4. Mai 1740 den Prinzen Louis Victor von Savoyen-Carignan (1721–1778). Aus der Ehe gingen u. a. die Kinder Victor Amadeus (1743–1780), Urgroßvater von König Viktor Emanuel II. und Marie–Louise (1749–1792, enge Freundin von Marie Antoinette) hervor.
Christine starb in der Nacht vom 31. August auf den 1. September 1778 im Palazzo Carignano in Turin. Sie wurde in der Kathedrale von Turin begraben. 1835 wurde ihr Grab verlegt. In der Basilika Superga in Turin fand sie ihre letzte Ruhestätte. Hier wurde auch ihr Mann begraben.